# FC Smena-Zenit
El FC Smena-Zenit (del ruso: ФК «Смена-Зенит») fue un equipo de fútbol de Rusia que alguna vez jugó en la Segunda División de Rusia, la tercera categoría de fútbol en el país.

## Historia
Fue fundado en el año 2008 en la ciudad de San Petersburgo como un equipo filial del FC Zenit San Petersburgo con el fin de dar minutos de juego a sus jugadores de fuerzas básicas.
El club entró en la temporada 2009 de la Segunda División de Rusia y en su año de debut apenas salvaron la categoría al terminar en el puesto 16 de la liga entre 20 equipos.
Como los resultados tanto como equipo como en el rendimiento de los jugadores no fue el esperado por los directivos del FC Zenit San Petersburgo, estos decidieron terminar con el proyecto y concentraron el desarrollo de jugadores en el FC Zenit-2 Saint Petersburg.